# Rossella schulzei
Rossella schulzei är en svampdjursart som först beskrevs av James Barrie Kirkpatrick 1907.  Rossella schulzei ingår i släktet Rossella och familjen Rossellidae. Inga underarter finns listade i Catalogue of Life.